# Diego Gutiérrez de la Barreda y Vargas
Diego Gutiérrez de la Barreda y Vargas-Machuca (Villafranca de los Barros, 2 de noviembre de 1671 - 1742) fue un militar español, religioso y teólogo jesuita.

## Familia
Diego Gutiérrez de la Barreda fue hijo de García Gutiérrez de la Barreda y Ortiz y de su esposa Ana de Vargas-Machuca y Guzmán y tío paterno de Gómez Gutiérrez de la Barreda y Tordoya.

## Biografía
Bien joven tomó parte en la formación de los nuevos tercios para la guerra contra Portugal,[cita requerida] y, llegando al puesto de capitán, hizo la campaña durante 18 años. Cansado de la guerra, se retiró a la vida contemplativa; estudió teología en el Seminario Conciliar de San Athon, y fue luego religioso de la Compañía de Jesús.